# Fructuoso Pérez Márquez
Fructuoso Pérez Márquez (Almería, 1884-La Garrofa, 15 de agosto de 1936) fue un periodista español, ligado al carlismo y al activismo católico. Murió asesinado al comienzo de la Guerra Civil.

## Biografía
En su juventud cursó estudios en el seminario de Almería, llegando a ser de laico de la orden tercera dominica. Posteriormente pasó a trabajar como redactor del diario almeriense La Independencia. Con los años, llegaría a ser director del mismo. Bajo su dirección La Independencia adoptó postulados carlistas y ultraconservadores, lo que le supuso numerosos conflictos e incidentes con los sectores más izquierdistas. Durante el periodo republicano llegó a ser miembro del partido Acción Nacional, formación que abandonaría para posteriormente —1934— ingresar en la Comunión Tradicionalista.
Tras el comienzo de la Guerra civil fue detenido y encarcelado, mientras que el diario era clausurado. Unas semanas después, la noche del 14 al 15 de agosto de 1936, fue fusilado en la playa de La Garrofa junto a los colaboradores y redactores de su periódico. Esa noche mataron a veintiséis personas en esa playa. La UGT confiscó las instalaciones y la maquinaria del periódico y las usó para publicar su revista ¡Adelante!.
Tras la contienda, la antigua calle Wamba de Almería —donde residió— fue renombrada «Fructuoso Pérez» en su honor. Un grupo de 68 viviendas sociales construidas en 1961 en Almería también recibieron su nombre en un rótulo que aún se mantiene. En 2019 fue declarado mártir de la Iglesia por el papa Francisco. El 18 de julio de 2022 fue beatificado, junto con veintiséis religiosos dominicos mártires de la Guerra Civil, en un acto en la catedral de Sevilla.